# روبرت هوارد
روبرت إرفين هوارد (بالإنجليزية: Robert Ervin Howard)‏ (22 يناير 1906 – 11 يونيو 1936) كان كاتبًا أمريكيًا كتب قصصًا خيالية في مجموعة متنوعة من الأنواع منها قصص خرافية وأسطورية ومغامرات. في حياته القصيرة أنتج نحو 300 قصة و700 قصيدة ووضع شخصيات أشهرها كونان البربري الذي أصبح يقارن بشخصيات السلسلات القصصية مثل طرزان ودراكولا وجيمس بوند وشرلوك هولمز.
ولد هوارد ونشأ في تكساس، وقضى معظم حياته في بلدة كروس بلاينس، مع قضاء بعض الوقت في براونوود القريبة. كان طفلاً محبًا للكتب وفكريًا، وكان أيضًا عاشقًا للملاكمة، حيث قضى بعض الوقت في نهاية مراهقته في بناء عضلات جسمه، وفي النهاية انخرط في الملاكمة الهاوية. منذ سن التاسعة، حلم بأن يصبح كاتبًا للقصص المثيرة، ولكنه لم يحقق نجاحًا حقيقيًا حتى بلغ الثالثة والعشرين من عمره. بعد ذلك، حتى وفاته بانتحاره في سن الثلاثين، نُشرت كتابات هوارد في مجموعة واسعة من المجلات والصحف وأصبح ماهرًا في العديد من الأنواع الفرعية. حققت أعظم نجاحاته بعد وفاته.
على الرغم من أن رواية كونان كانت على وشك النشر في عام 1934، إلا أن قصص هوارد لم تُجمع أبدًا خلال حياته. كانت الوسيلة الرئيسية لقصصه في وويرد تيلز، حيث خلق هوارد شخصية كونان البربري. من خلال كونان وأبطاله الآخرين، ساهم هوارد في صياغة النوع الآن يعرف باسم سيف وشعوذة، مُنشئًا العديد من المقلدين وممن حققوا تأثيرًا كبيرًا في مجال الخيال. يظل هوارد ككاتب مرموق، حيث تُعيد أفضل أعماله طبعها باستمرار، ويعتبر واحدًا من أفضل كتّاب الخيال مبيعًا على مر العصور.
انتحار هوارد والظروف المحيطة به أدت إلى التكهن بشأن صحته النفسية. كانت والدته مريضة بالسل طوال حياتها، وعندما علم بأنها دخلت في غيبوبة لم يُتوقع أن تستفيق منها، خرج إلى سيارته المركونة خارج نافذة مطبخه وأطلق النار على نفسه في رأسه وهو جالس في المقعد الأمامي. توفي بعد ثماني ساعات.

## بدايات حياته

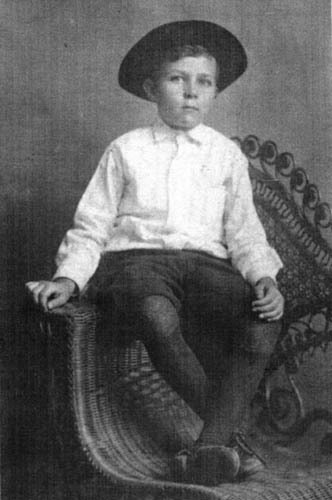
روبرت هوارد يبلغ من العمر خمس سنوات تقريبًا (حوالي عام 1911).

ولد روبرت إرفين هوارد في منطقة بيستر بولاية تكساس في 22 يناير 1906 هو سليل عائلة حاربت مع الجنوبيين في الحرب الأهلية الأمريكية وكان أبوه طبيبًا جوالاً يدعى إسحق هوارد وأمه هستر إرفين وكانت تقوم بأعمال خيرية وعاشت مريضة بالسل. كان ينتقل بين المدن بسبب طبيعة عمل والده ثم انتقل وهو صغير في الثالثة عشرة إلى بلدة كروسبلاينس في وسط تكساس، كان يستمع إلى حكايات الأشباح من جدته والعبيد السابقين، وكذلك لحكايات الجنود القدامى في الحرب وجوالة تكساس ويزور الحصون والمواقع القديمة، وهو ما أثر لاحقا على كتاباته.
كان لأمه تأثير كبير فقد عُرفت بقيامها أعمال الخير الكثيرة ومساعدة أقاربها المرضى مما نقل إليها عدوى السل، وكانت هي من غرست فيه حب الشعر والأدب ولم ينسَ فضلها؛ رسّخ مرضها المتزايد عنده فكرة قسوة وتفاهة الوجود. كانت الملاكمة هي الرياضة السائدة في عصره وكان يمارس الملاكمة من حين لآخر فكان أغلب أبطاله أقوياء مفتولي العضلات. وفي نفس السنة التي انتقل فيها إلى كروسبلاينز ذهب مع والده إلى نيو أورلينز عندما كان يأخذ محاضرات طبية هناك ورأى روبرت في مكتبة كتابا حول قبائل كانت تعيش في شمال اسكتلندا عند مجيء الرومان تسمى البكتيون أو الملونين باللاتيني لوشومهم التي كانوا يرسمونها على أنفسهم، مما أثار مخيلته عنهم عن البرابرة الذين يعيشون خارج الحضارة وفي حياة قاسية لكنهم أحرار ولا يسيطر عليهم أحد.

## البدايات الأدبية
كان يكتب وهو في التاسعة وكان يحظي بتشجيع المعلمين وقد أثّر به كتاب كروديارد كبلنغ وجاك لندن وفي سن الخامس عشرة بدأ يرسل أعماله للمجلات لكن بدون مرشد له كانت كتاباته ترفض، وفي العام التالي انتقل لفترة قصيرة إلى بلدة باورنوود والتقى باثنين أصبحا أصدقاؤه بعد هذا هما تيفيس كلايد سميث وترويت فينتون وشاركا اهتماماته. وكان يعمل في مهن بسيطة ليستطيع بعد سنوات إنتاج مجلة حكايات غريبة مع أصدقائه وعرف من خلالها سلسلة من النجاحات والإخفاقات، وكان واضحا من كتاباته أنه عانى من الكآبة إما بسبب عدم الاهتمام به أو بسبب أمه المسلولة أو بسبب وحدته وانعزاليته. أقام هوارد علاقة مع معلمة تدعى نوفالين برايس التي نشرت هذه العلاقة بعد سنوات عديدة في كتاب اسمه (شخص مشى وحيدا One Who Walked Alone)ا تم إنتاجه على شكل فيلم اسمه(العالم بأسره The Whole Wide World) من بطولة رينيه زيلويغر في دور نوفالين وفينسنت دونوفريو في دور هوارد.
في أواخر مراهقته عمل هوارد في مهن عديدة صغيرة كقطف القطن ووسم الماشية ونقل القمامة وأعمال المتاجر وغيرها بينما كان يأخذ دروسا في أكاديمية هوارد باين في براونوود ويحاول الدخول إلى سوق المجلات، ثم استطاع أن يبيع قصة لرجال الكهف تدعى «رمح وناب» وأعطته ربحا صافيا 16 دولار وعرفته إلى قراء مجلة مكافحة تدعى حكايات غريبة التي كانت فريدة في محتواها قدر لها أن تكون من أهم المجلات الكلاسيكية بفضل هوارد واثنين من معاصريه هم هوارد فيليبس لافكرافت وكلارك أشتون سميث. وكانت المبيعات متفرقة ولكنها مشجعة وأصبح هوارد مواظبا على الكتابة في المجلة ولم يمض وقت طويل احتلت قصصه صفحة الغلاف.

## الكاتب المحترف
بدأ هوارد ينمو وما كان يرفضه ناشرو كتب المغامرات أصبح يأتي في حكايات غريبة ثم قدم رواية تسمى الظلال الحمراء قدم فيها بطلا نجح بعدها هو سولومون كاين البيوريتاني المنتقم وبعد ست حكايات أخرى في السنين الأربع اللاحقة بدأ يوسع مداركه واشترك صديقه تفيس كلايد سميث في كتابة القصائد التي نشرت على المجلة، ولكن أيضا بدأ الاكتئاب يزداد عنده وهو ما كان غالبا على حكاياته وقصائده.
تلقى أول ضربة له عندما حاول نشر رواية كان فيها جزء من سيرته الذاتية وتأثر فيها بكتاب جاك لندن المسمى مارتن إيدن، حيث لم تنشر الرواية المسماة بوست أوكس أند ساند روفس Post Oaks and Sand Roughs ورغم أهميته لما ينشره عن حياة هوارد وكونه متوسط الجودة إلا أنه لم ينشر في حياته، ولكنه ظل يكتب في مجلة حكايات غريبة بعض المجلات الأخرى، ثم بدأ يرى النجاح مجددا بعد ابتكاره في يوليو 1929 شخصية استقاها من حبه للملاكمة تدعى ستيف كوستيغان حول تاجر وبحار أمريكي من أصل أيرلندي حيث قام بالعديد من المنازلات في الموانئ والأماكن التي يزورها، فترك هوارد الجامعة والوظائف وأصبح كاتبا محترفا.
أصبح هوارد رائدا في مجال اخترعه في الكتابة أصبح يدعى السيف والسحر وكان أبرز أبطاله كونان البربري والملك كول، وفي فترة الكساد الكبير عمل مع مجلة تدعى حكايات شرقية، وفي عام 1932 ظهرت شخصية كونان لأول مرة في حكايات غريبة في قصة العنقاء والسيف.

## الكآبة وسنواته الأخيرة
بدأت نوبات الاكتئاب تزداد عنده وظهر لديه الانتحار كحل لمشاكله، فقد تزوج أصدقاؤه وانغمسوا في أعمالهم ورحلت نوفالين برايس لتحصل على شهادة أعلى، وأصبحت أمه أقرب إلى الموت بعد صراع طويل مع السل. خلال غيبوبتها الأخيرة أخبرت الممرضة أهله أنها لن تصحو، فأخذ مسدسا وأطلق النار على رأسه في صباح 11 يونيو 1936 فنقل للاعتناء به ومات بعد 8 ساعات وماتت أمه في صباح اليوم التالي ودفنا مع بعضهما في جنازة مشتركة، وتأثر العديد من أصدقائه بموته، فهوارد فيليبس لافكرافت الذي كان يعاني من سرطان الأمعاء مات في خلال سنة، وأما كلارك أشتون سميث فقد توقف بعد مدة عن كتابة قصص الغرائب.

## أعمال وشخصيات هوارد
- إل بوراك El Borak راعي بقر من تكساس موجود في الشرق الأوسط خلال الحرب العالمية الأولى.
- كونان البربري Conan the Barbarian حول محارب جوال من العصور القديمة ومثل دوره في فيلمين أرنولد شوارزنجر وجعلتا منه نجما مشهورا هما كونان البربري وكونان المدمر.
- البحار ستيف كوستيغان Steve Costigan بحار وتاجر وملاكم.
- بريكينريدج إلكينز Breckinridge Elkins.
- كورماك فيتزجوفري Cormac Fitzgeoffrey محارب نصف نورماندي نصف غالي يشارك في الحملة الصليبية الثالثة.
- ستيف هاريسون Steve Harrison مغامرات محقق في الشرطة.
- سولومون كاين Solomon Kane مغامر بيوراتاني يجوب العالم للقضاء على الشر.
- جون كيروان John Kirowan باحث في العلوم الغريبة والسحر.
- الملك كول King Kull ملك بربري لأطلانطيس ومثل كيفن سوربو دوره في فيلم كول القاهر.
- كورماك ماك أرت Cormac Mac Art محارب أيرلندي.
- بران ماك مورن Bran Mac Morn آخر ملوك البكتيين.
- تورلو دوف أوبريان Turlough Dubh O'Brien.
- كربي أودونيل Kirby O'Donnell.
- فتى سونورا Sonora Kid بطل كاوبوي.
- سونيا الحمراء Red Sonia فتاة لم تهزم بقتال في السيف.

## روابط خارجية
- روبرت هوارد على موقع IMDb (الإنجليزية)
- روبرت هوارد على موقع الموسوعة البريطانية (الإنجليزية)
- روبرت هوارد على موقع ميوزك برينز (الإنجليزية)
- روبرت هوارد على موقع أول موفي (الإنجليزية)
- روبرت هوارد على موقع قاعدة بيانات الأفلام السويدية (السويدية)
- روبرت هوارد على موقع إن إن دي بي (الإنجليزية)
- روبرت هوارد على موقع ديسكوغز (الإنجليزية)
- روبرت هوارد على موقع قاعدة بيانات الفيلم (الإنجليزية)